# لیردف
لیردَف، شهری در بخش لیردف شهرستان جاسک در استان هرمزگان ایران است. این شهر، مرکز بخش لیردف است.
لیردف کجاست؟
دردورترین نقطه استان هرمزگان ودر جنوب شرقی بندرعباس ودر شرق شهرستان جاسک بخشی به نام بخش لیردف وجود دارد. حدود یک قرن پیش گروهی از سایر روستاها جاسک به منطقه ای آمدندکه آن ده کوچک را( لیر) نامیدند.مهم ترین مشکل آنان آب بودپس ازآن یکی ازبزرگان خواب می بیندکه باید دراین ده چاهی کنده شود وشروع به کندن چاهی کردند که آن را (کهنو) نامیدند . کهنو به واسطه داشتن آب بسیار شیرین و گوارا افراد زیادی را به سوی خود کشاند کم کم این ده کوچک بزرگ شد وتبدیل به یک روستا شد که آن را لیردف نامیدند. لیردف به علت قرار گرفتن در مسیر وجاده اصلی جاسک چابهار که جاده ترانزیتی نیز می باشد موقعیت خیلی خوبی برای پیشرفت پیدا کرد . درسال 1374با ایجاد پمپ بنزینی در لیردف زمینه فعالیت واشتغال زایی وایجاد سایر خدمات رفاهی بوجود آمد.باگذشت زمان لیردف پیشرفت های زیادی نمود.با ایجاد درمانگاه ،حوزه انتظامی ، مدارس شبانه روزی وبانک بر رونق لیردف افزودند.پس از درخواست های مردم مبنی بر بخش شدن لیردف گروهی از تقسیمات کشوری به لیردف آمدند وبعد از بررسی وتحقیقات لازم بر بخش شدن آن موافقت نمودند .درآذر 85با حضور جناب آقای شیخ الاسلامی استاندار وقت هرمزگان بخشداری لیردف افتتاح شد.بخش لیردف به لحاظ عمق محرومیت های فراوانی دارای مشکلات فراوانی می باشد.مهم ترین پروژه های در دست اقدام اسکله گوکسر،مجتمع های آبرسانی و... می توان نام برد.ازلحاظ قومی بیشترین مردم ساکن بخش بلوچ هستند . لیردف با دارا بودن بیش از70کیلومتر نوار ساحلی دریای مکران(عمان)ونزدیک بودن با کشورهای خلیجی محلی مناسب برای فعالیت های صیادی و تجاری می باشد .شغل اکثر مردم کشاورزی وصیادی می باشد .روستای سدیچ وسورک بیشترین میزان کشاورزی در آنها وجود دارد وروستاهای عبد،ونک،بیاهی وکرتی بیشترین صیادان ومهم ترین روستاهای ساحلی بخش می باشد عمده ترین مشکل بخش نبود راهای ارتباطی ،کمبود آب آشامیدنی سالم ومهم تر از همه نبود پل بر روی رودخانه سدیچ است که برای مردم به یک معضل عظیم تبدیل شده و زندگی عادی مردم رامختل کرده است.ساماندهی مسیر رودخانه ها برق رسانی  به بیش از 20روستا فاقد برق نیز از مهم ترین مشکلات بخش می باشد. راه اندازی گمرک گوکسر که تا سال 58فعال بوده است مهم ترین  عواملی درایجاد افقی روشن و چشم اندازی نوین در جهت پویایی اقتصاد منطقه می تواند باشد .

## جمعیت
بر پایه سرشماری عمومی نفوس و مسکن در سال ۱۳۹۵، جمعیت شهر لیردف برابر با ۱٬۷۳۴ نفر (۴۵۱ خانوار) بوده‌است.